# Kopenkuvate, Novoarhanhelsk
Kopenkuvate (în ucraineană Копенкувате) este localitatea de reședință a comunei Kopenkuvate din raionul Novoarhanhelsk, regiunea Kirovohrad, Ucraina.

## Demografie
Componența lingvistică a localității Kopenkuvate
     Ucraineană (98,56%)
     Rusă (1,13%)
     Alte limbi (0,21%)
Conform recensământului din 2001, majoritatea populației localității Kopenkuvate era vorbitoare de ucraineană (98,56%), existând în minoritate și vorbitori de rusă (1,13%).